# Наёмники в Сьерра-Леоне

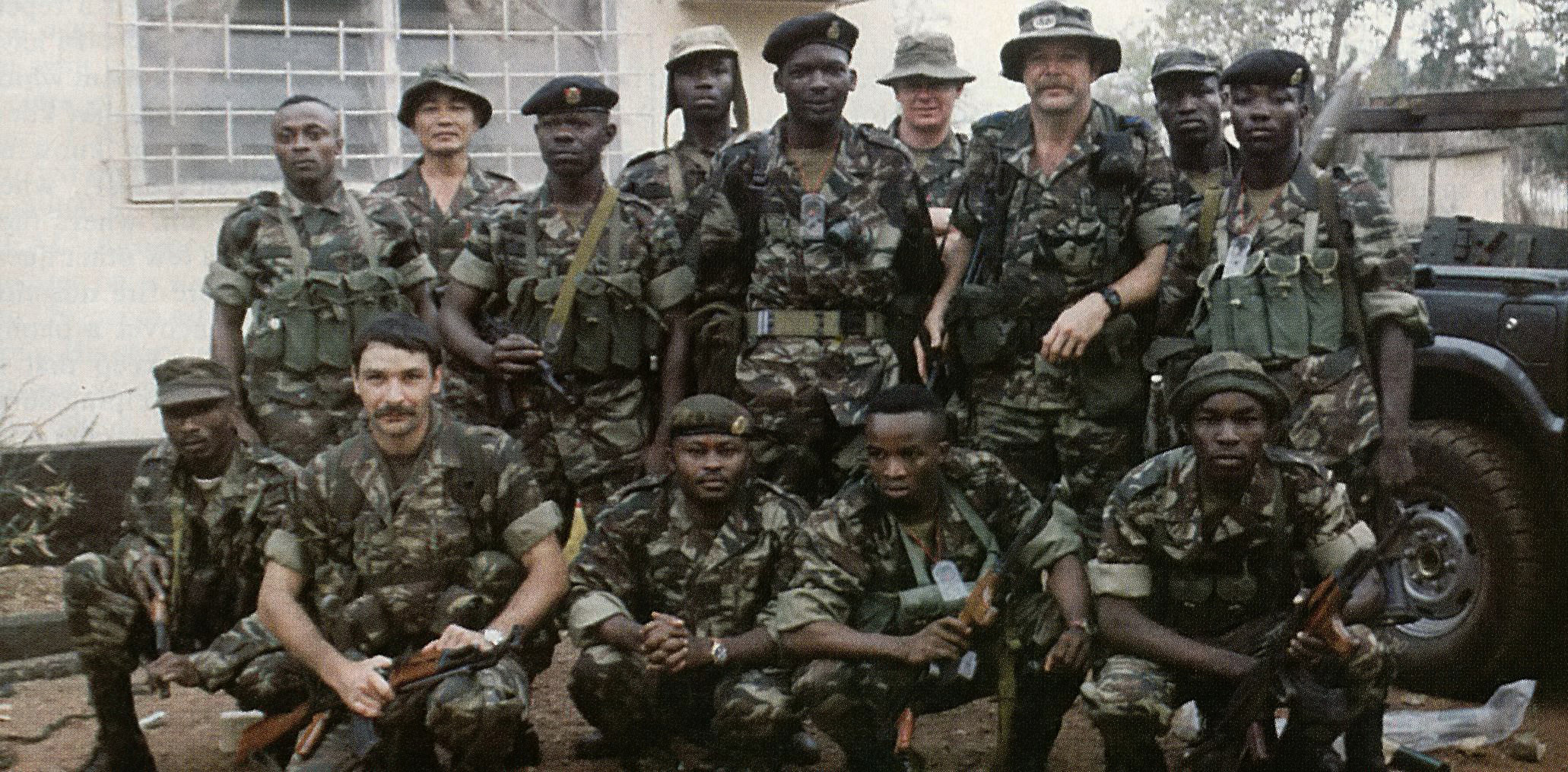
Бойцы спецназа армии Сьерра-Леоне и иностранные наёмники. Стоящий в правом верхнем углу мужчина с усами в шляпе — Роберт Каллен Маккензи.

Наёмники в Сьерра-Леоне — иностранцы, участвовавшие в гражданской войне в Сьерра-Леоне на стороне правительства или повстанцев. Были представлены как сотрудниками ЧВК, так и теми, кто нанимался непосредственно к фракциям конфликта.

## Группа Маккензи
В конце январе 1995 года в страну прибыла большая группа наёмных инструкторов, в составе 60 гуркхов и неизвестного количества уроженцев западных стран. Контингент возглавлял американец Роберт Маккензи. Дело в том, что президент Валентин Страссер начал организовывать формирования для противодействия налётам повстанцев. Его помощник майор Таравали обратился к организации GSG (Gurkha Security Guards Limited), которая предоставила властям опытных наёмников. В сферу деятельности иностранцев вошла миссия по подготовке подразделения спецназа из 160 человек. По меньшей мере дважды контингент вступал в прямое вооружённое столкновение с оппозицией. В числе таких случаев: 
- Бой 17 февраля, когда Маккензи возглавил транспортную колонну из их базы к ближайшему городскому гарнизону. По дороге бойцы попали в засаду группировки ОРФ. Командир вывел из-под огня противника гуркхов и спецназовцев, ударив по мятежникам с флангов. Боевики отступили.
- Бой 23 февраля. В тот день иностранцы и правительственный спецназ атаковали позиции ОРФ. Была поставлена задача захватить опорный пункт оппозиционных формирований в Малал-Хиллс. Однако операция пошла не по плану из-за недостаточной подготовки африканцев. Двое бойцов были убиты. В ходе перестрелки Маккензи был тяжело ранен и скончался на утро следующего дня.

Через некоторое время в Сьерра-Леоне приехал Эл Дж. Вентер. Он хотел забрать труп погибшего американца на родину. Вместо этого с группой южноафриканских наёмников, в большинстве своём воевавших в Анголе ветеранов подразделений коммандос, Вентер случайно оказался вовлечённым в конфликт, так и не забрав тело Маккензи.

## Executive Outcomes
В марте 1995 года южноафриканская ЧВК «Executive Outcomes» поддержала правительственные силы, восстановив контроль Фритауна над алмазными рудниками и навязав боевикам мирный договор. Сотрудники организации действовали здесь до падения столицы в 1999 году. В Сьерра-Леоне ЧВК располагала небольшим парком бронетехники и авиации, в числе БМП-2 (1 ед.), Т-72 (1 ед.), вертолётов Ми-24 (1 ед.) и Ми-8 (2 ед). Они были приобретены на мировом оружейном рынке из арсеналов стран Африки и Восточной Европы.

## Бывший СССР
На 1999 год в правительственных войсках Сьерра-Леоне сражались от 200 до порядка полутора тысячи наёмников с постсоветского пространства. На стороне их противников из ОРФ воевали несколько сотен отставных офицеров украинской армии. Впрочем, бывшие украинские военные работали военспецами и в правительственных боевых соединениях. 
В лагере властей числилась российско-украинско-южноафриканская вертолётная эскадрилья Ми-24. Ежемесячный оклад для пилотов в ней, по информации газеты «Собеседник» от бывшего майора-вертолётчика из Волгограда Виктора Макеева, служившего там  в 1995—1999 гг., составлял 4500 долларов. Командиром подразделения являлся отставной полковник армии ЮАР Карл Альбертс. С ним был лично знаком известный французский военный авантюрист Боб Денар. Первой операцией наёмников стал захват города Бо, центра алмазодобывающей промышленности. Зимой 1995—1996 годов благодаря деятельности вертолётчиков удалось успешно загнать мятежников в джунгли.
По меньшей мере трое украинцев со стороны оппозиции были убиты. В мае 1997 года во время очередного армейского выступления в заложники попали четыре вертолётчика: три белорусских и один российский. Они работали в интересах официального Фритауна.

## Отношение
Глава миссии Красного Креста во Фритауне Примо Корваро в личной беседе с Элом Вентером, обсуждая возможность вывоза тела Маккензи, сказал: «[...] согласно международному праву, наёмники как таковые не обладают никаким статусом. Даже то, что я обсуждаю с вами дело Маккензи, противоречит нашим основополагающим принципам. Мы против присутствия наёмников в Сьерра-Леоне». Вентер спросил: «Даже невзирая на то, что эта страна катится к анархии такого рода, какая воцарилась в Либерии?» Корваро ответил: «Наёмники неприемлемы для нас ни при каких обстоятельствах. И последний аргумент. Всякого, кто попытается хотя бы выяснить что-либо об этих наёмниках, повстанцы начнут преследовать и убьют».
Виктор Макеев вспоминал, что сотрудники Красного Креста даже препятствовали иностранным боевикам в гуманитарных миссиях, отказываясь пользоваться их услугами в операциях по помощи гражданскому населению. Поэтому члены наёмной эскадрильи сами «за счёт алмазодобывающих компаний закупали рис и доставляли на вертолётах в освобождённые районы».